# St. Ulrich (Heimstetten)

Ansicht von Norden

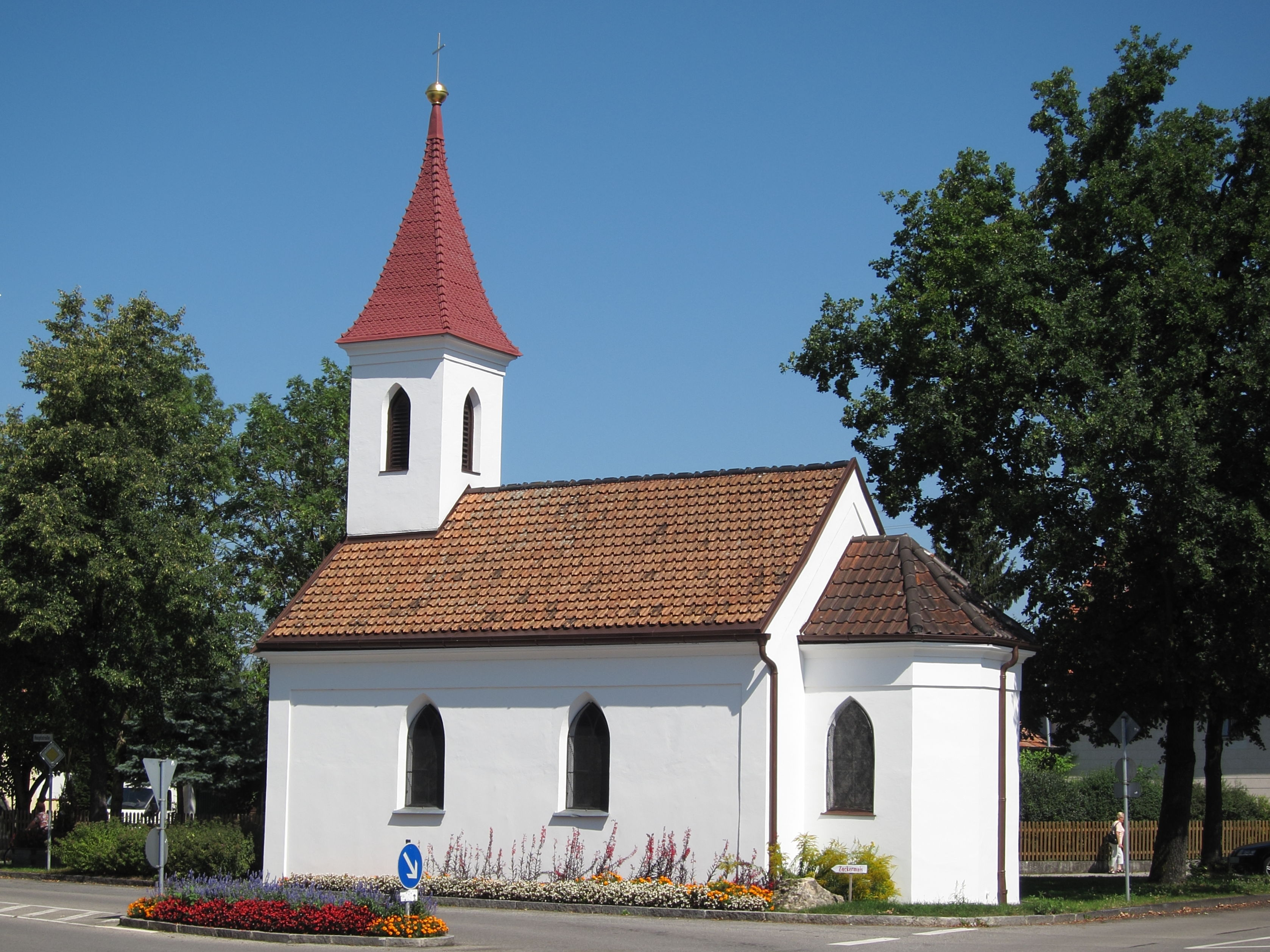
Ansicht von Südwesten

St. Ulrich ist eine Kapelle der römisch-katholischen Kirche in Heimstetten, einem Ortsteil der oberbayerischen Gemeinde Kirchheim bei München im Landkreis München. Die Kapelle ist dem heiligen Ulrich von Augsburg geweiht. Das Bauwerk ist als Baudenkmal in die Bayerische Denkmalliste eingetragen.

## Lage
Die Kapelle liegt auf einer dreieckigen Verkehrsinsel an der Einmündung der Hauptstraße in die Feldkirchener Straße, etwa 120 Meter südlich des Meilerhauses, in einer kleinen, baumbestandenen Grünanlage. Sie ist in etwa nach Süden hin ausgerichtet.

## Geschichte
Bereits 1871 fassten die Bürger des Dorfs Heimstetten einen Plan zum Errichten einer eigenen Kapelle. Wegen anderer Bauvorhaben wurde der Plan jedoch zurückgestellt und erst 1894 wieder aufgegriffen. Der Bau begann im Oktober 1894 und dauerte etwa ein Jahr. Die Einweihung erfolgte am 19. Juli 1896 durch den Pfarrer von St. Andreas in Kirchheim.

## Beschreibung
Das Bauwerk hat einen Grundriss von etwa 10 × 6 Metern und trägt ein Satteldach. Der Eingang liegt im Norden, auf der Rückseite im Süden ist ein eingezogener Chor mit Fünfachtelschluss angebaut. Auf dem Nordende des Dachfirsts sitzt ein Dachreiter mit Zeltdach. Die Kapelle hat zwei Fensterachsen mit spitzbogigen Fenstern, eine weitere Fensterachse liegt im Chor. 
Der Altar ist neugotisch und zeigt eine Figur der Muttergottes von Lourdes zwischen zwei Bildern der heiligen Ulrich und Leonhard. Links vom Choreingang hängt eine Figur der Muttergottes mit Kind, rechts eine Figur des heiligen Josef. An der rechten Seitenwand hängt ein Kruzifix mit Schmerzhafter Mutter. Ein Kreuzweg aus dem 18. Jahrhundert ist über beide Seitenwände verteilt.